# Reussia
Reussia is een mosdiertjesgeslacht uit de familie van de Bryocryptellidae en de orde Cheilostomatida. De wetenschappelijke naam ervan is in 1895 voor het eerst geldig gepubliceerd door Neviani.

## Soorten
- Reussia baculina (Canu & Bassler, 1929)
- Reussia granulosa (Canu & Bassler, 1925)
- Reussia lata (Androsova, 1958)
- Reussia minor (Androsova, 1958)

Niet geaccepteerde soort:
- Reussia porosa (Androsova, 1958) → Stomacrustula porosa (Androsova, 1958)